# Ирак на летних Олимпийских играх 2004
Ирак принимал участие в Летних Олимпийских играх 2004 года в Афинах (Греция) в одиннадцатый раз за свою историю, но не завоевал ни одной медали. Сборную страны представляла одна женщина.